# Игор Жулио
Игор Жулио дос Сантос де Пауло (порт. Igor Julio dos Santos de Paulo; родился 7 февраля 1998 года в Бон-Сусесу, Бразилия), более известный как Игор Жулио (порт. Igor Julio) — бразильский футболист, защитник английского клуба «Брайтон энд Хоув Альбион».

## Клубная карьера
Воспитанник бразильских клубов «Атлетико Минейро», «Синд-Уфла», «Португеза Сантиста» и «Ред Булл Бразил», в 2016 году Игор перешёл в «Лиферинг» — фарм-клуб зальцбургского «Ред Булла». 22 июля 2016 года дебютировал за «Лиферинг» в матче первого тура Второй лиги против «Хорна». За «Ред Булл Зальцбург» впервые сыграл 28 мая 2017 года в матче последнего тура австрийской Бундеслиги против клуба «Райндорф Альтах». Всего в дебютном для себя сезоне 2016/17 провёл 25 матчей за «Лиферинг» и 1 матч за «Ред Булл Зальцбург».
Вторую половину сезона 2017/18 провёл в аренде в «Вольфсберге».
В сезоне 2018/19 на правах аренды выступал за венскую «Аустрию».
1 июля 2019 года Игор перешёл в итальянский клуб СПАЛ за 3 млн евро и подписал контракт до 30 июня 2023 года.
31 января 2020 года был арендован «Фиорентиной» до конца сезона 2020/21. По окончании аренды «Фиорентина» выкупила Игора.
26 июля 2023 года перешёл в английский клуб «Брайтон энд Хоув Альбион» и подписал контракт до 30 июня 2027 года.